# Bruno Cassinari
Bruno Cassinari, né à Plaisance (Piacenza) le 29 octobre 1912 et mort à Milan le 26 mars 1992, est un peintre et sculpteur italien.

## Galerie

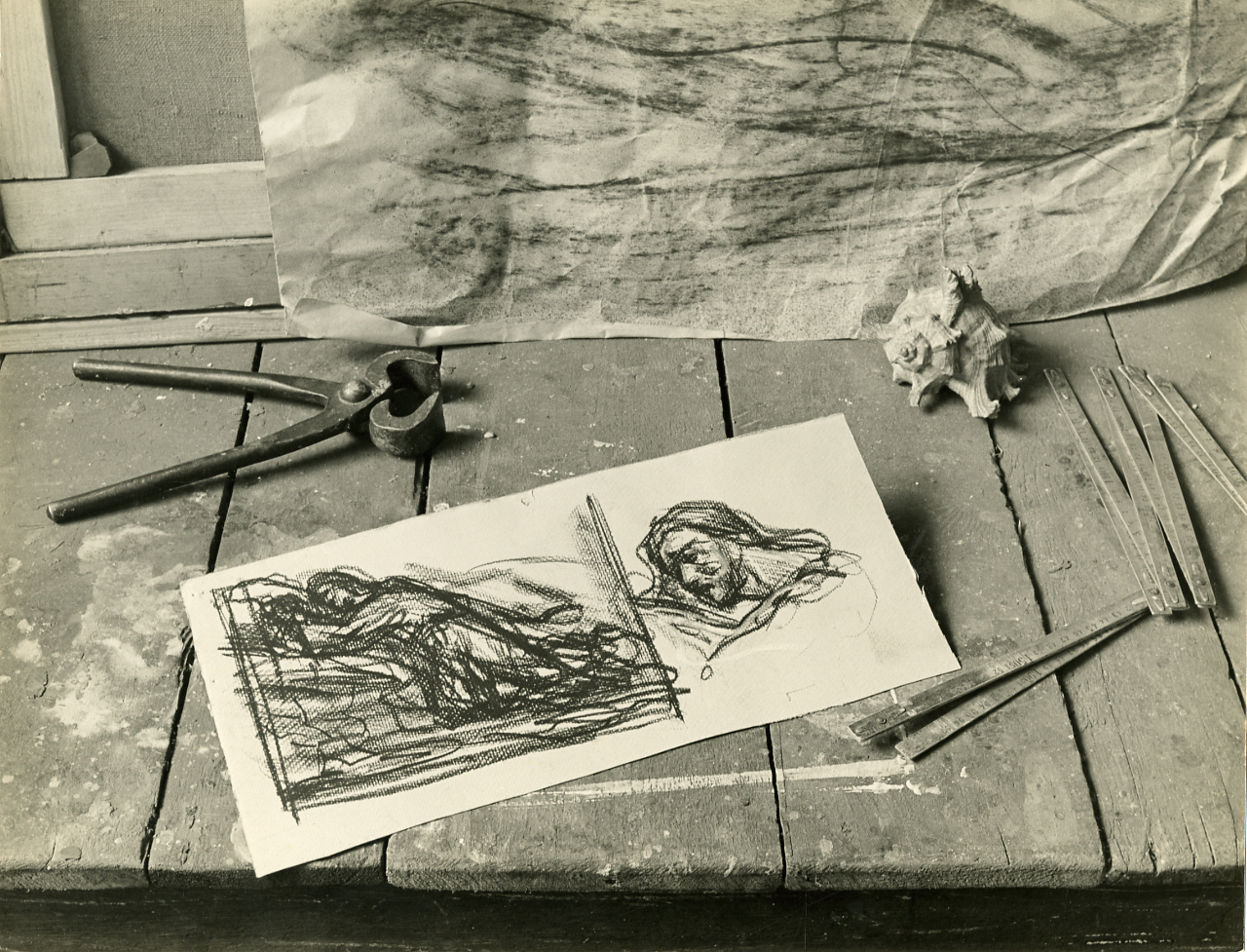
Atelier de Bruno Cassinari, Vence, 1963. Photo de Paolo Monti
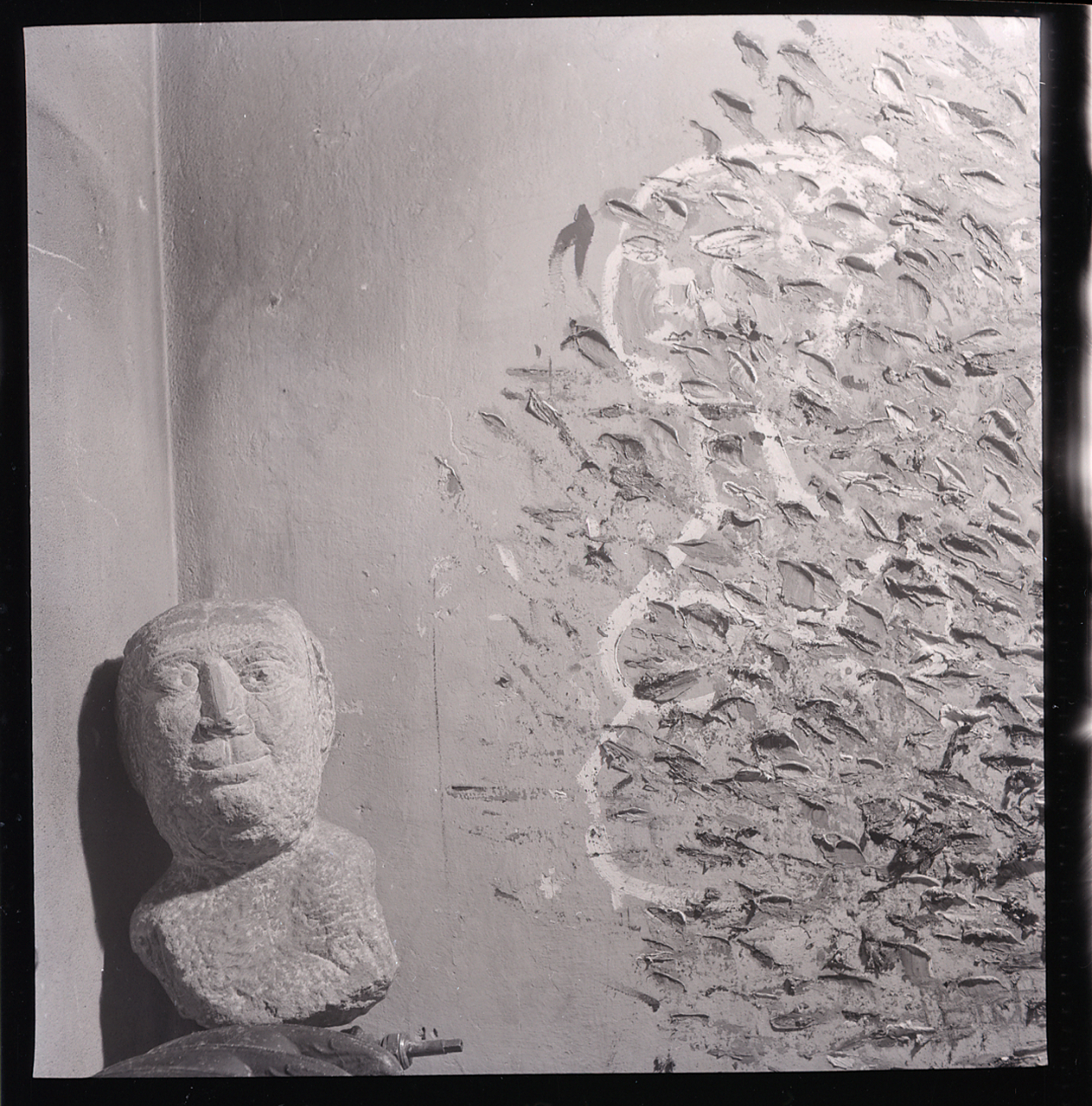
Atelier de Bruno Cassinari, Vence, 1963
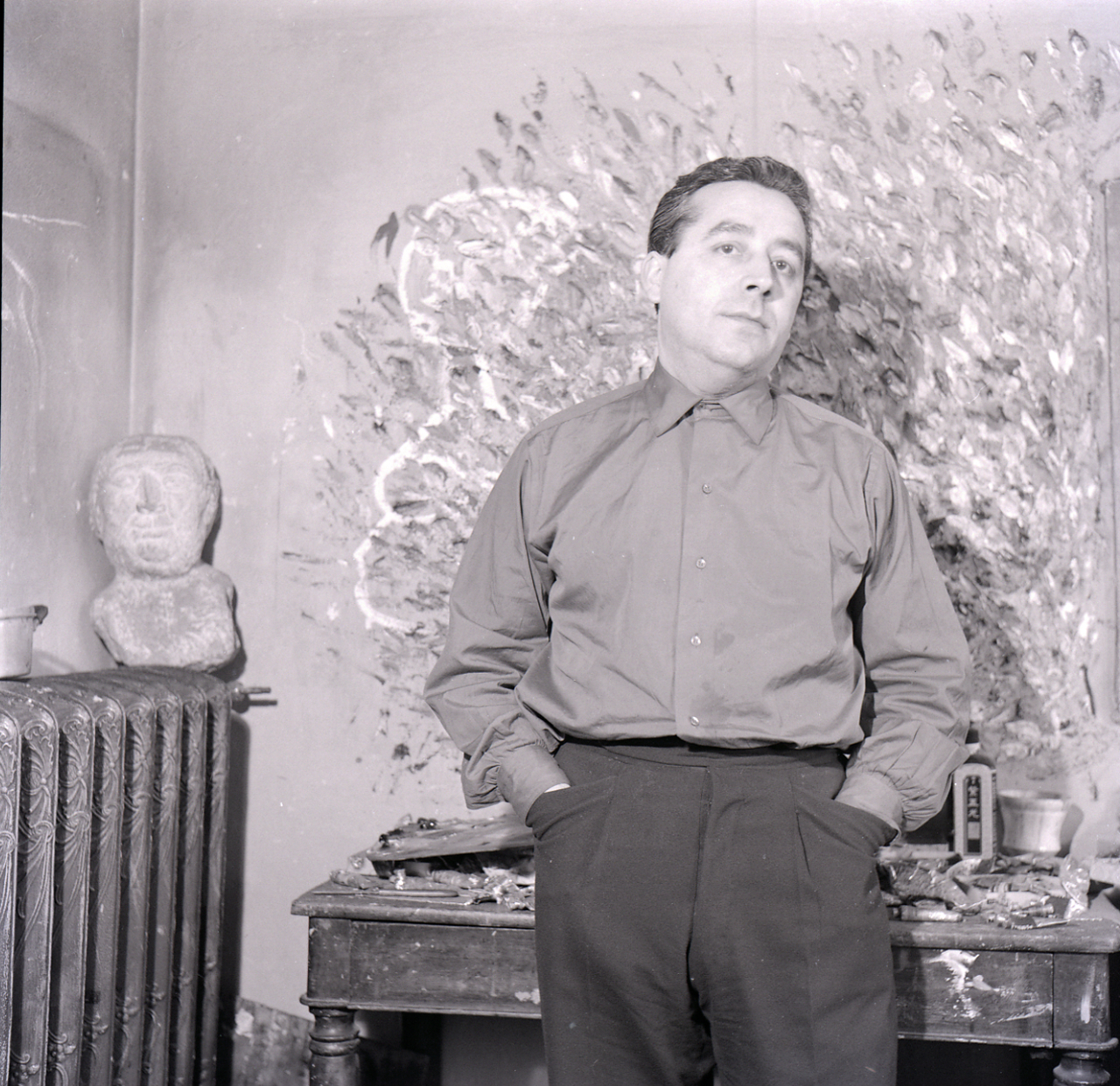
Bruno Cassinari dans son atelier, Vence, 1958